# 艾興貝格巴赫河

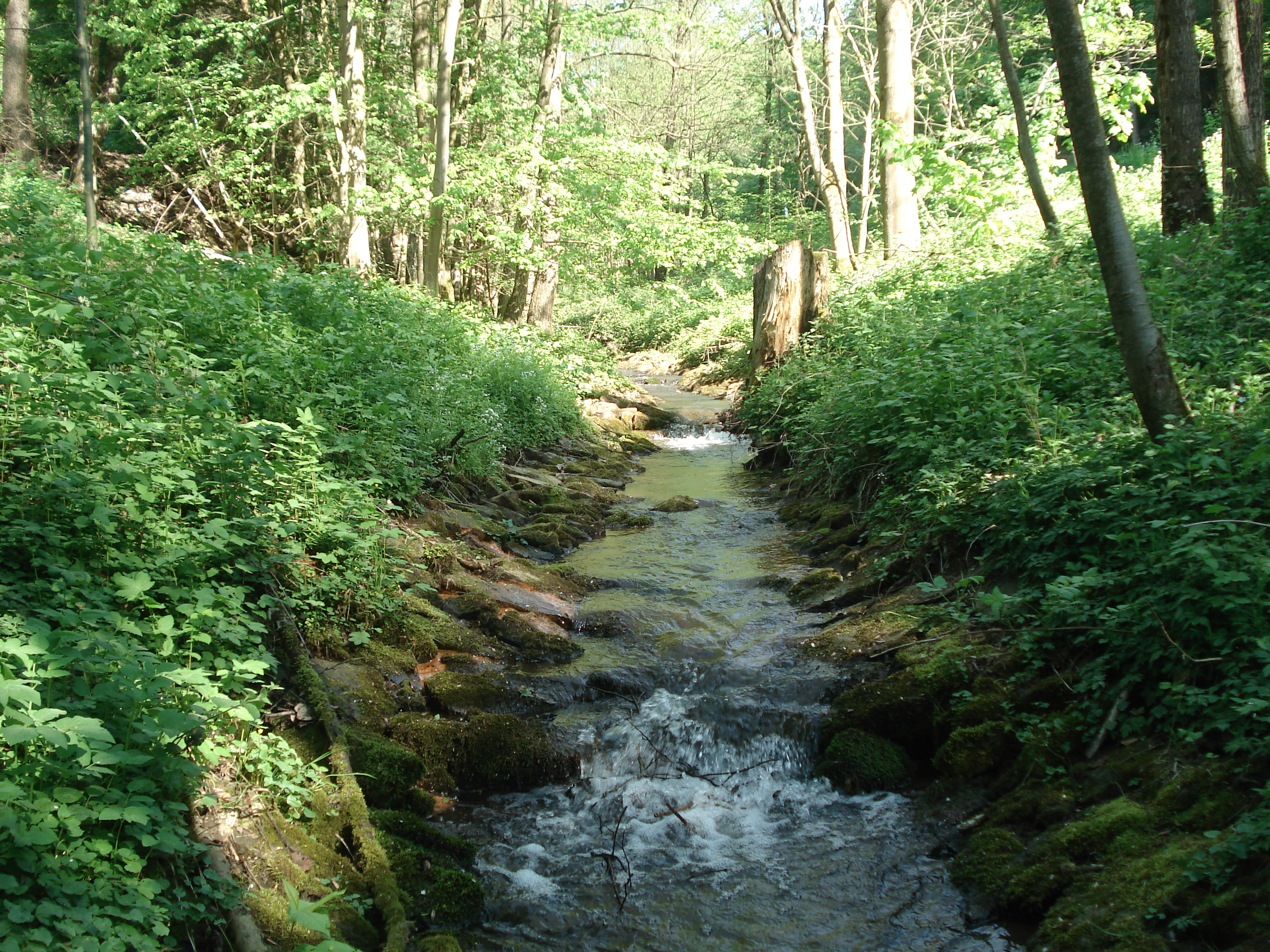

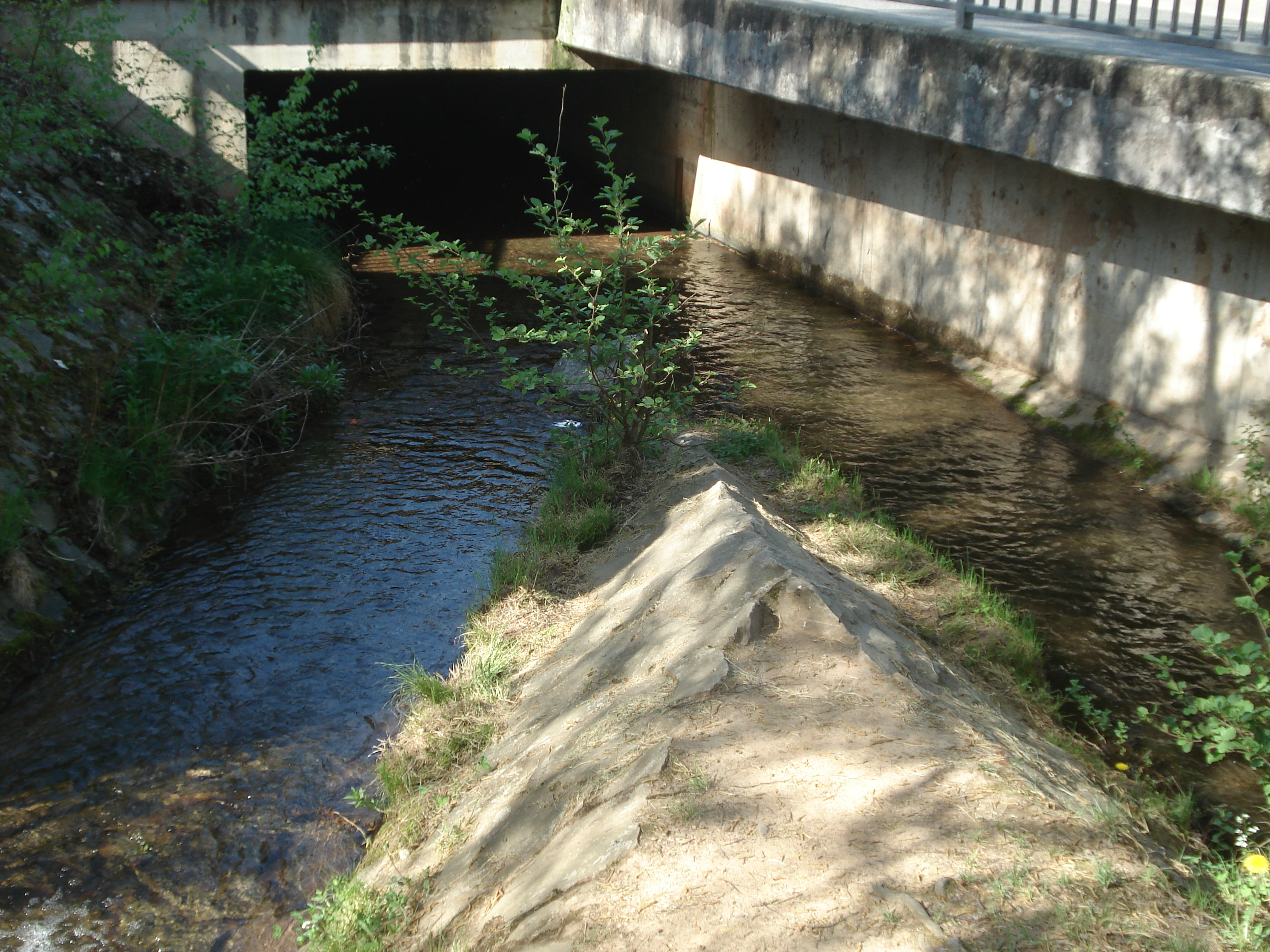

50°1′25.08″N 9°15′21.02″E / 50.0236333°N 9.2558389°E
艾興貝格巴赫河（德語：Eichenberger Bach），是德國的河流，位於該國東南部，由巴伐利亞負責管轄，屬於賽勞夫巴赫河的右支流，河道全長4.7公里，流域面積6.6平方公里。